# Rhopalus subrufus
Rhopalus subrufus är en insektsart som först beskrevs av Gmelin 1790.  Rhopalus subrufus ingår i släktet Rhopalus och familjen smalkantskinnbaggar. Arten är reproducerande i Sverige. Inga underarter finns listade i Catalogue of Life.

## Bildgalleri

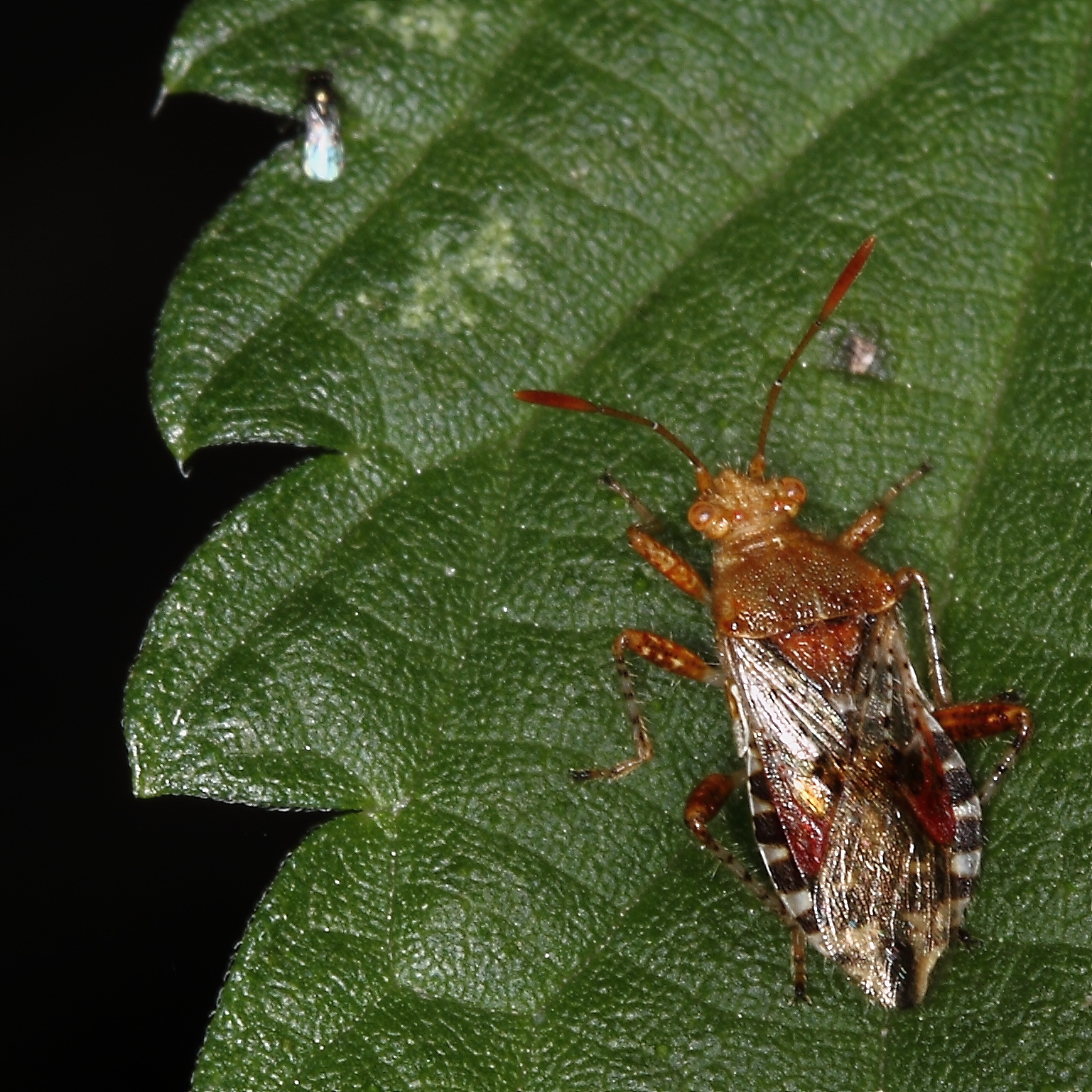